# Saison 10 de New York, unité spéciale
Chronologie
Saison 9 Saison 11
Cet article, présente la dixième saison de New York, unité spéciale, ou La Loi et l'Ordre : Crimes sexuels au Québec, (Law and Order: Special Victims Unit), qui est une série télévisée américaine.

## Distribution

### Acteurs principaux
- Christopher Meloni (VF : Jérôme Rebbot) : détective Elliot Stabler
- Mariska Hargitay (VF : Dominique Dumont) : détective Olivia Benson
- Richard Belzer (VF : Julien Thomast) : sergent John Munch
- Ice-T (VF : Jean-Paul Pitolin) : détective Odafin Tutuola
- Michaela McManus (VF : Françoise Cadol) : substitut du procureur Kim Greylek (épisodes 1 à 15)
- B. D. Wong (VF : Xavier Fagnon) : Dr George Huang
- Tamara Tunie (VF : Sylvie Jacob) : Dr Melinda Warner
- Dann Florek (VF : Serge Feuillard) : capitaine Don Cragen

### Acteurs récurrents

#### Substituts du procureur
- Stephanie March : substitut du procureur Alexandra Cabot (épisodes 15, 16, 17, 18, 19 et 21)
- Lizette Carrion : avocate de la défense Kristen Torres (épisodes 3 et 22)

#### Bureau des Affaires Internes
- Robert John Burke : lieutenant Ed Tucker (épisode 15)

#### Avocats de la défense
- Ned Eisenberg : avocat de la défense Roger Kressler (épisode 2)
- CCH Pounder : avocate de la défense Carolyn Maddox (épisode 3)
- David Thornton : avocat de la défense Lionel Granger (épisodes 6 et 15)
- Peter Hermann : avocat de la défense Trevor Langan (épisodes 8 et 19)
- Kelly Bishop : avocate de la défense Julia Zimmer (épisodes 8 et 22)
- Margaret Reed : avocate de la défense Felicia Chatham (épisode 11)
- Mariette Hartley : avocate de la défense Lorna Scarry (épisode 15)
- Jeri Ryan : avocate de la défense Patrice LaRue (épisode 18)

#### Juges
- Harvey Atkin : juge Alan Ridenour (épisode 3)
- John Cullum : juge Barry Moredock (épisodes 6, 10 et 15)
- Audrie J. Neenan : juge Lois Preston (épisodes 8 et 14)
- Judith Light : juge Elizabeth Donnelly (épisodes 8 et 22)
- David Lipman : juge Arthur Cohen (épisodes 8 et 19)
- Joanna Merlin : juge Lena Petrovsky (épisodes 9, 15 et 18)
- Lindsay Crouse : juge D. Andrews (épisodes 11 et 16)

#### Mercy General Hospital
- Stephen Gregory : Dr Kyle Beresford (épisodes 10 et 17)
- Anne James : Dr Jane Larom (épisode 2)

#### Saint Mark's Hospital
- Deep Katdare : physicien Parnell (épisodes 3 et 7)

#### NYFD
- Nathanael Albright : ambulancier Jones (épisodes 11 et 15)

#### NYPD

##### Police scientifique
- Caren Browning : capitaine C.S.U. Judith "Judy" Spier (épisodes 2 et 18)
- Edelen McWilliams : technicienne C.S.U. Martin (épisodes 1, 2, 3, 13 et 14)
- Joel de la Fuente : technicien scientifique promu lieutenant C.S.U. Ruben Morales (épisodes 5, 6 et 10)
- Mike Doyle : technicien puis détective C.S.U. Ryan O'Halloran (épisodes 6, 8, 15, 16, 19, 20 et 22)
- Noel Fisher : technicien scientifique C.S.U. Dale Stuckey (épisodes 16, 19, 20 et 22)

#### Infirmières
- Elizabeth Flax : infirmière Carey Hutchins (épisode 10)
- Amir Arison : docteur Manning (épisodes 11, 14 et 20)
- Diane Cossa : Dr. Merrins (épisode 22)

#### Entourage de l'Unité Spéciale
- Isabel Gillies : Kathy Stabler (épisodes 3 et 7)
- Allison Silko : Kathleen Stabler (épisodes 1, 3 et 20)

## Production
La dixième saison de la série, comporte 22 épisodes et est diffusée du 23 septembre 2008 au 2 juin 2009 sur NBC.
En France elle est diffusée du 5 septembre 2009 au 30 janvier 2010 sur TF1.
Cette saison marque l'apparition d'une nouvelle substitut du procureur, Kim Greylek qui est jouée par Michaela McManus. Elle quitte cependant la série au bout de 15 épisodes.
Elle est par la suite remplacée par Stéphanie March, qui interprétée Alexandra Cabot dans les quatre premières saisons de la série, cette dernière n'est cependant pas créditée en tant qu'actrice principale mais seulement en tant que récurrente, elle apparait de l'épisode 15 à 19 et dans l'épisode 21.

## Liste des épisodes

### Épisode 1:Le Masque tombe
- États-Unis : 23 septembre 2008 sur NBC
- France : 5 septembre 2009 sur TF1

- États-Unis : 9,52 millions de téléspectateurs  [3] (première diffusion)

- Julie Bowen : Gwen Sebert
- Jae Head : Christopher Ryan
- Sara Gilbert : Caitlyn Ryan
- Luke Perry : Noah Sebert
- Franck Liotti : Henry
- Julia Knight : Emily Johannsen
- Carolyn Morrison : Natalie Clay
- Lisa Strum : Tonya Majeski
- Allison Siko : Kathleen Stabler
- Walter Masterson : Jayden Bierce
- Angela Logan : Docteur Fulton
- Anthony Okungbowa : Docteur Bakan
- Mary Beth Evans : Docteur Eichenberry
- Peter Dylan Richards : Dietrich Strauss

### Épisode 2:Passage à l'acte?
- États-Unis : 30 septembre 2008 sur NBC
- France : 12 septembre 2009 sur TF1

- États-Unis : 9,52 millions de téléspectateurs  [4] (première diffusion)

- Marshall Allman : Eric Byers
- Kent Cassella : un policier
- Josh Charles : Sean Kelley
- Aaron Mayer : Cory Kelley
- Teri Polo : Dana Kelley
- Tom Noonan : Jake Berlin
- Gabe Doran : Franck Deering
- Kristen Rozanski : Lisa Deering
- Stephen Schnetzer : docteur Engels
- Liam Joseph Wright : un garçon

### Épisode 3:Telle mère... telle fille
- États-Unis : 14 octobre 2008 sur NBC
- France : 19 septembre 2009 sur TF1

- États-Unis : 9,40 millions de téléspectateurs  [3] (première diffusion)

- Sarah Bennett: Ronda Foster
- Steven Flynn : Mr. Foster
- Sheila Kay : la serveuse
- Ed Kalegi : le professeur de l'université
- Robert Mauzell : l'officier des corrections
- Jay Sullivan : le garçon
- Megan Tusing : Julia
- Rob Welsh : Will
- Lizette Carron : Torres
- Deep Katdare Docteur Parnell
- Isabel Gillies : Kathy Stabler
- Allison Siko : Kathleen Stabler
- Ellen Burstyn : Bernadette Stabler
- Fiona Dourif : détective Nikki Breslin / Mikki Braithwaite
- Peter O'Hara : détective Corman
- Brian Anthony Wilson : détective Jawarski
- Erika Bradshaw : la greffière
- Harvey Atkin : Juge Allan Ridenour
- CCH Pounder : L'Avocate Carolyn Maddox

### Épisode 4:Retour sur Terre
- États-Unis : 21 octobre 2008 sur NBC
- France : 26 septembre 2009 sur TF1

- États-Unis : 9,35 millions de téléspectateurs  [3] (première diffusion)

- James Brolin : colonel Dick Finley
- Dane DeHaan : Vincent Beckwith
- Chris Elliott : Anton Thibodaux
- Kristina Klebe : Marga Janssen
- Annika Baros : Leslie Schuster
- Matthew DeCapua : Rick
- Cecile Monteyne : Janice
- Betty Buckley : Miss Walsh
- Jeffrey Scaperrotta : Dickie Stabler
- Bruce-Robert Serafin : Eddie de Pablo
- Danny Mastrogiorgio : Orlando McTeer
- Edwin Sean Patterson : Lance Corliss

### Épisode 5:Refus de soins
- États-Unis : 28 octobre 2008 sur NBC
- France : 3 octobre 2009 sur TF1

- États-Unis : 9,20 millions de téléspectateurs  [3] (première diffusion)

- Paula Malcomson : Susan Ross
- Aidan Mitchell : Tommy Ross
- Jordan Evans : Lisa Ross
- Tom Lucca : Lou Gezmur
- Martin Mull : Dr Gideon Hutton
- Donna Murphy : Dr Raye Massey
- Jessica Pimentel : Joanne Suarez
- Austin Lysy : Russell Hunter
- Antu Jacob : Ida Jallow
- Richard Joseph Paul : Jake Lufton
- Babs Olusanmokun : Monsieur Marong
- Viola Davis Donna Emmett
- Joel de la Fuente : Ruben Morales
- Peter McRobbie : Juge Walter Bradley

### Épisode 6:Le Pacte de grossesse
- États-Unis : 11 novembre 2008 sur NBC
- France : 10 octobre 2009 sur TF1

- États-Unis : 9,42 millions de téléspectateurs  [3] (première diffusion)

- Michael Badalucco : Tom Galli
- Jesse McCartney : Max Matarazzo
- Debi Mazar : Peggy Bernardi
- Brittany Robertson : Tina Bernardi
- Bridget Barkan : Sara
- Geoffrey Wigdor : Donald "Dizzer" Zuccho
- Joel de la Fuente : Ruben Morales
- John Cullum : Juge Barry Moredock
- David Thornton : Lionel Granger
- Mike Doyle : Ryan O'Halloran

### Épisode 7:Vie sauvage
- États-Unis : 18 novembre 2008 sur NBC
- France : 17 octobre 2009 sur TF1

- États-Unis : 10,08 millions de téléspectateurs  [3] (première diffusion)

- Vanessa Aspillaga : agent Brianna Kalke
- John Bianco : Michael Solano
- Big Boi : Gots Money
- Reg E. Cathey : Victor Tybor
- Andrew Divoff : Andre Bushido
- Caitlin FitzGerald : Anna Bleers
- Carlos Leon : Oscar Assadorian
- Isabel Gillies : Kathy Stabler
- Eric Morace : Lieutenant ESU

### Épisode 8:Vivons cachés
- États-Unis : 25 novembre 2008 sur NBC
- France : 24 octobre 2009 sur TF1

- États-Unis : 8,55 millions de téléspectateurs  [5] (première diffusion)

- Brenda Blethyn : Caroline Creswell / Linnie Malcolm
- Didi Conn : l'infirmière
- Kelly Bishop : Julie Zimmer
- Clea DuVall : Mia Latimer
- Nathaniel Marston : Brent Latimer
- Mike Farrell : Jonah Malcolm
- Lily Mercer : Sarah
- Joe Novellino : garde de sécurité
- Peter Hermann : Trevor Langan
- Todd Davis : le représentant du jury
- Mike Doyle : Ryan O'Halloran
- Tim Miller : le greffier
- Erika Bradshaw : la greffière
- David Lipman : Juge Cohen
- Judith Light : Juge Elizabeth Donnelly
- Audrie J. Neenan : Juge Lois Preston

Mia Latimer, une jeune femme, se rend dans une pharmacie pour demander une pilule du lendemain, mais la pharmacienne refuse de lui en vendre par conviction pro-vie et lui conseille de garder le bébé. Maîtrisée par l'agent de sécurité, elle révèle avoir été violée. Interrogée par Olivia Benson et Elliot Stabler, elle leur apprend que son violeur n'est nul autre que son mari, Brent, à qui elle est entièrement soumise. Bien qu'elle soit en période d'ovulation, elle refuse d'avoir un enfant avec lui, ce qui fait qu'elle subit des violences conjugales et a des hématomes sur le corps. Le couple de voisins, Linnie et Jonah Malcolm, entend souvent les Latimer se disputer et se bagarrer. Au tribunal, le mari de la victime doit éviter tout contact avec son épouse et ses armes lui sont confisqués. Bien qu'elle soit envoyée dans un refuge pour femmes battues, Mia retourne finalement auprès de son mari et cette erreur va lui être fatale, car à la suite d'une énième dispute, elle est poignardée au cœur et en meurt, car elle se vide de son sang. Olivia culpabilise, car elle se sent responsable de la mort de la jeune femme. 

### Épisode 9:Syndrome post-traumatique
- États-Unis : 2 décembre 2008 sur NBC
- France : 31 octobre 2009 sur TF1

- États-Unis : 10,31 millions de téléspectateurs  [3] (première diffusion)

- Brooke Adams : Margo
- Karen Mason : Madame Crewes
- Amy Spanger : Marlene Rosten
- Ryan Kwanten : Dominic Pruitt
- Dominic Fumusa : lieutenant Gary Rosten
- Jay Paterson : Lieutenant Reed
- Ryan Kwanten : sergent-chef Dominic Pruitt
- Frank Whaley : commandant Grant Marcus
- Robert C. Kirk : Général Bolanger
- Joanna Merlin : Juge Lena Petrovsky

### Épisode 10:Le Mâle est fait
- États-Unis : 9 décembre 2008 sur NBC
- France : 7 novembre 2009 sur TF1

- États-Unis : 10,93 millions de téléspectateurs  [3] (première diffusion)

- Ryan Dunn : Riley Slade
- Christine Ebersole : Hilary Regnier
- Christina Hogue : Shannon Browning
- Kelly Hu : Kelly Sun
- Christy Pusz : Laurel Andrews
- Autumn Ready Potter : Denise
- Ana Somers : Colin Andrews
- Michael Trucco : Eric Lutz
- Sharon Washington (de) : Dr. Croswthwaite
- Stephen Gregory : Docteur Kyle Beresford
- John Cullum : Juge Barry Moredock

### Épisode 11:La Sœur disparue
- États-Unis : 6 janvier 2009 sur NBC
- France : 14 novembre 2009 sur TF1

- États-Unis : 10,64 millions de téléspectateurs  [3] (première diffusion)

- Kate Baldwin : Erica Hallander
- Natalia Payne : Nikki Hallander
- Patrick Collins : Mr. Hallander
- Tess Harper : Mrs. Hallander
- Ellen Woglom : Heather Hallander / Kristen Vucelik
- Harry Danner : Père Mike
- Alexander Garfin : Anthony Maxwell
- Michael Lewis : reporter Steve Harris
- Peter Lewis: Carl Vasko / Carl Vucelik
- Amir Arison : Docteur Manning
- Christopher Mann : détective Stu Freeland
- Ellen Reilly : Marcie Vucelik
- Margaret Reed : Avocat de la défense
- Lindsay Crouse : Juge Andrews

Cet épisode est librement inspiré de deux affaires mondialement médiatiques. D'abord, celle de l'Affaire Fritzl qui est un cas d'inceste survenu en 2008 où une Autrichienne de 42 ans, qui s'appelle ici Kristen Vucelik, a été emprisonnée dans une cave insonorisée où elle a été violée par son propre père Josef Fritzl.

### Épisode 12:L'Excellence à tout prix
- États-Unis : 13 janvier 2009 sur NBC
- France : 21 novembre 2009 sur TF1

- États-Unis : 9,66 millions de téléspectateurs  [3] (première diffusion)

- Aya Cash : Katrina Lychkoff
- Funda Duval : Mrs. Lychkoff
- George Tasudis : Joseph Lychkoff
- Sarah Hyland : Jennifer Banks
- Misha Kuznetsov : Alik
- Gretchen Egolf : Gill
- Neal Matarazzo : Ezra Kriegel

### Épisode 13:L'Arnaque dans le sang
- États-Unis : 3 février 2009 sur NBC
- France : 28 novembre 2009 sur TF1

- États-Unis : 10,31 millions de téléspectateurs  [3] (première diffusion)

- Dabney Coleman : Frank Hagar
- Ron Eldard : Geno Parnell
- Wallace Shawn : professeur Roy Batters
- Daisy Tahan : Rosie Rinaldi
- Michael C. Williams : Pete Rinaldi
- Burt Young : Eddy Mack
- Chadwick Brown : Jake

### Épisode 14:Transitions
- États-Unis : 17 février 2009 sur NBC
- France : 5 décembre 2009 sur TF1

- États-Unis : 9,45 millions de téléspectateurs  [3] (première diffusion)

- Frank Grillo : Mark Van Kuren
- Aisha Hinds : Jackie Blaine / Harold Franklin
- Wendy Makkena : Ellen Van Kuren
- Heidi Marnhout : Molly Lambert / Misty
- Nancy Meyers : Priscilla Lambert
- Dequina Moore : Sapphire

### Épisode 15:Silence de plomb
- États-Unis : 10 mars 2009 sur NBC
- France : 12 décembre 2009 sur TF1

- États-Unis : 11,03 millions de téléspectateurs  [3] (première diffusion)

- Lawrence Aracio : docteur Gilbert Keppler
- Mary Bacon : Mary McTeague
- Max Schneider : Justin McTeague
- Ross Bickell : Michael Rowan
- Ron Brice : Ben Hicks
- Ann Dowd : Lillian Siefeld
- John Gallagher, Jr. : Jeff Lynwood
- Laura Leigh Hughes : Virginia Lynwood
- Fredric Lehne : Clive Lynwood
- Adam Haar : Chuck Paisley
- Grant Norman : Kevin Sammers
- Ralph Peavy III : Bradley Hicks
- Tim Ransom : Logan Coldwell
- Mike Rutkoski : le meneur du jury
- April Armstrong : une journaliste
- Bill Kocis : un journaliste
- Teresa Woods : une journaliste
- Stephanie March : Alexandra Cabot
- Robert John Burke : Sergent Ed Tucker
- Mike Doyle : Ryan O'Halloran
- David Thornton : Lionel Granger

### Épisode 16:Tante Birdie
- États-Unis : 17 mars 2009 sur NBC
- France : 19 décembre 2009 sur TF1

- États-Unis : 10,58 millions de téléspectateurs  [3] (première diffusion)

- Carol Burnett : Birdie Sulloway
- Matthew Lillard : Chet Sulloway
- Vincent Curatola : Mark Sulloway
- Dominic Colon : Leo Morales
- Erica Bradshaw : Actrice
- Noel Fisher : Dale Stuckey
- Stephanie March : Alexandra Cabot
- Mike Doyle : Ryan O'Halloran
- Lindsay Crouse : Juge Andrews

### Épisode 17:Vivre l'enfer
- États-Unis : 31 mars 2009 sur NBC
- France : 26 décembre 2009 sur TF1

- États-Unis : 9,34 millions de téléspectateurs  [3] (première diffusion)

- Gbenga Akinnagbe : Elijah Okello
- Mike Colter :  Joseph Serumaga / Samuel Mbazzi
- Cicely Tyson : Ondine Burdett
- Robert Wisdom : Père Theo Burdett
- Sean Cullen (III) : Brett Task
- Gordon Joseph Weiss : le sans-abri

### Épisode 18:Le Cavalier seul
- États-Unis : 7 avril 2009 sur NBC
- France : 2 janvier 2010 sur TF1

- États-Unis : 9,08 millions de téléspectateurs [3] (première diffusion)

- Victor Anthony : Stefan Henriques
- John Ashton : chef des détectives Alan Fewkes
- Keith Baker : Oswald
- Judith Delgado : Elena Occuro
- Delroy Lindo : détective Victor Moran
- Lisa London : Deborah Huggins
- Deirdre Lorenz : détective Nina Gardner
- Nicole Mangi : Vickie Hannigan
- Timothy Mitchum : Peanut
- Joe Passaro : superviseur
- Isiah Stokes : Tyrone Beckwith
- Jasmin M. Tavarez : Angela Occuro
- Nelson Vazquez : Mark Occuro
- Dawn Yanek : Evie
- Rick Younger : David Paige

### Épisode 19:Égoïste
- États-Unis : 28 avril 2009 sur NBC
- France : 9 janvier 2010 sur TF1

- États-Unis : 10,23 millions de téléspectateurs [3] (première diffusion)

- Míriam Colón : Yolanda Gonzales
- Hilary Duff : Ashlee Walker
- Gail O'Grady : Ruth Walker
- Mike Pniewski : Ralph Walker
- Annie Potts : Sophie Devere
- Marilyn Torres : Maria Fernandez
- Noel Fisher : Dale Stuckey
- Stephanie March : Alexandra Cabot
- Peter Hermann : Trevor Langan

Une femme, Ruth Walker, vient voir l'USV pour signaler la disparition de sa petite-fille, Sierra. Sa mère Ashlee Walker, est partie tout le week-end s'amuser en laissant sa fille a une baby-sitter. Seulement au cours des investigations, la mère montre son égoïsme et enchaine mes mensonges. l'enquête prend une nouvelle tournure quand le corps de l'enfant est découvert et la cause de la mort révélée.

### Épisode 20:Telle est prise...
- États-Unis : 5 mai 2009 sur NBC
- France : 16 janvier 2010 sur TF1

- États-Unis : 9,79 millions de téléspectateurs [3] (première diffusion)

- Melinda McGraw : conseillère juridique Samantha Copeland
- Ezra Miller : Ethan Morse
- Carly Schroeder : Kim Garnet
- Scott Bryce) : Bill Garnet
- Alex Kingston : Miranda Pond
- Bill Winkler : Mark Warner
- Geoffrey Cantor : Ed Mangini
- Allison Siko : Kathleen Stabler
- Amir Arison : Docteur Manning
- Swoosie Kurtz : juge Hilda Marsden
- Noel Fisher : Dale Stuckey
- Mike Doyle : Ryan O'Halloran

### Épisode 21:Une vie volée
- États-Unis : 19 mai 2009 sur NBC
- France : 23 janvier 2010 sur TF1

- États-Unis : 6,73 millions de téléspectateurs [3] (première diffusion)

- Sprague Grayden : Pamela Galliano
- Silas Weir Mitchell : Owen Walters
- Jon Patrick Walker : Tyler Brunson
- Victor Arnold : Roy Lee Dotson
- Frank Page : Bailiff
- Linda Park : Taru Tech
- Stephanie March : Alexandra Cabot
- Joe Grifasi : Heshy Horowitz
- Alan Dale : Juge Joshua Koehler

### Épisode 22:Piqué au vif
- États-Unis : 2 juin 2009 sur NBC
- France : 30 janvier 2010 sur TF1

- États-Unis : 11,34 millions de téléspectateurs [3] (première diffusion)

- Tim Bohn : Jacob Nauss
- Erika Bradshaw : la greffière
- Kevin Carolan : Paul
- Ronald Guttman : Edgar Radzinski
- Helen Highfield : Vicki
- Carol Kane : Gwen Munch
- Jefferson Slinkard : Alan
- Nick Stahl : Peter Harrison